# Kevin Sullivan (friidrottare)
Kevin Sullivan, född 20 mars 1974, är en friidrottare från Kanada. Han deltog vid olympiska sommarspelen 2000, olympiska sommarspelen 2004 och olympiska sommarspelen 2008.